# Fritz Busch

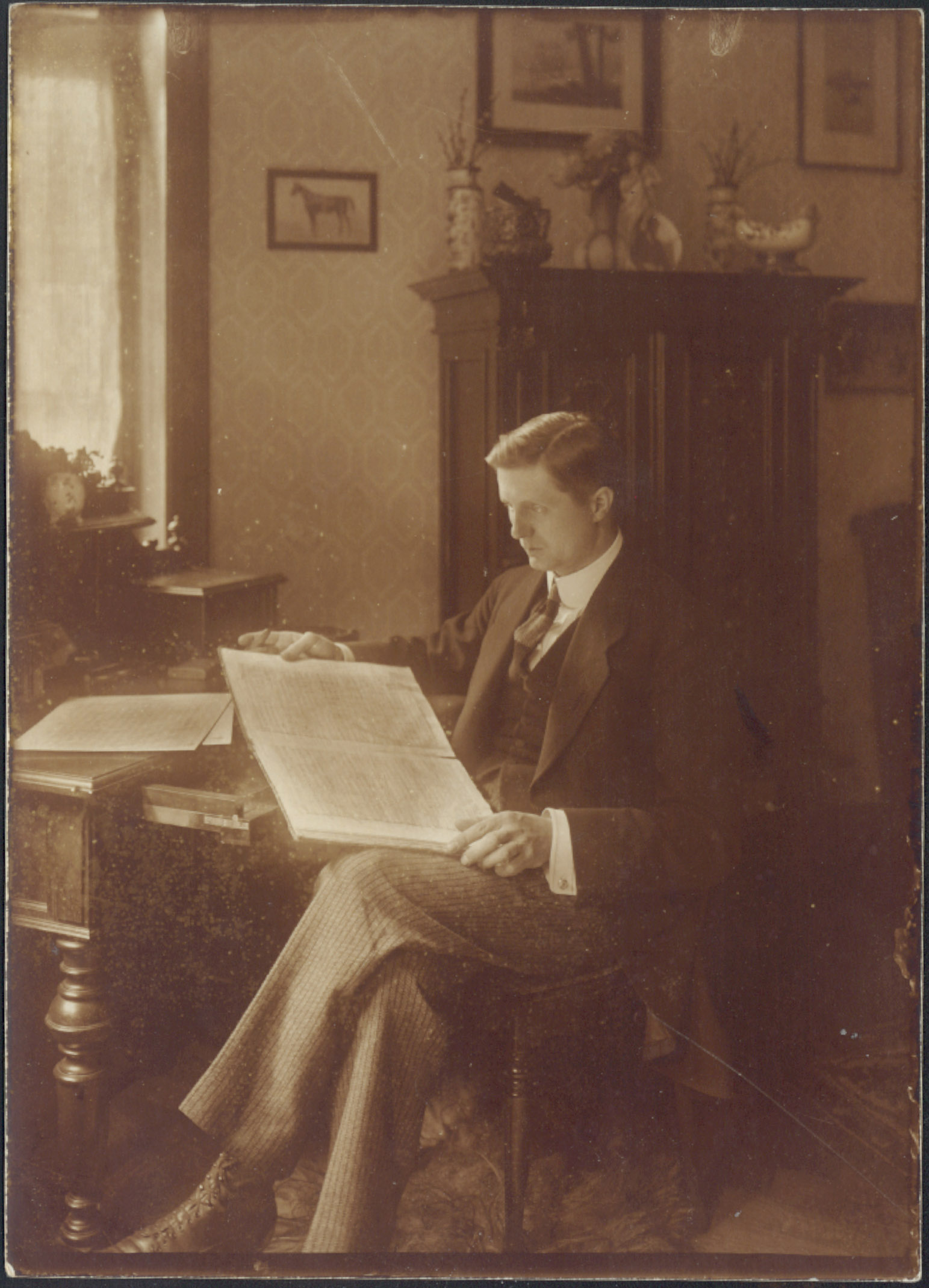
Fritz Busch in Stuttgart; Aufnahme von 1919

Fritz Busch (* 13. März 1890 in Siegen; † 14. September 1951 in London) war ein deutscher Dirigent und Operndirektor.

## Leben
Fritz Busch studierte bei Fritz Steinbach in Köln. Mit 19 Jahren wurde er Kapellmeister in Riga, anschließend in Bad Pyrmont und in Gotha. Von 1912 bis 1918 war er als Musikdirektor beim Sinfonieorchester Aachen engagiert.
Von 1918 bis 1922 war er Generalmusikdirektor der damaligen Hofoper Stuttgart und anschließend, in der Nachfolge von Fritz Reiner (der 1921 ein Engagement in den USA angenommen hatte) bis 1933 Chefdirigent und Operndirektor der Semperoper in Dresden, wo er durch exemplarische Inszenierungen zu einem Protagonisten der Verdi-Renaissance wurde. 1924 dirigierte er in Bayreuth, 1926 bei den Weltmusiktagen der Internationalen Gesellschaft für Neue Musik (ISCM World Music Days) in Zürich, 1927/28 in New York und 1929 in London. Mit der Sächsischen Staatskapelle Dresden gastierte er u. a. bei den Salzburger Festspielen mit Mozarts Die Entführung aus dem Serail und am Deutschen Opernhaus in Berlin mit Verdis Un ballo in maschera (deutsch: Ein Maskenball).

Fritz Busch um 1930

Am 7. März 1933 wurde Busch vormittags durch den NSDAP-Gaukunstwart Alexis Posse seines Amtes als GMD enthoben, sein Nachfolger wurde 1934 Karl Böhm. Vor Beginn der Rigoletto-Vorstellung wurde Busch am selben Abend von SA-Männern vom Pult gebrüllt und verließ das Haus, die Leitung der Vorstellung übernahm Kapellmeister Kurt Striegler. Diese Absetzung war selbst in Berlin nicht wohlgelitten. Hermann Göring bot dem berühmten Dirigenten die Leitung der Charlottenburger Oper in Berlin an. Busch schilderte das Gespräch mit Göring wie folgt:

„Ich sagte, dass ich keinem jüdischen Kollegen den Platz wegnehmen würde. – Göring: ‚Na, lieber Freund, wir haben ja auch Mittel in der Hand, Sie dazu zu zwingen!‘ – ‚Versuchen Sie das nur‘, platzte ich heraus. ‚An einem erzwungenen ‚Tannhäuser‘ unter meiner Leitung werden Sie keine Freude haben. So etwas Stinklangweiliges haben Sie in Ihrem Leben noch nicht gehört‘.“

Busch emigrierte nach England und begründete in Glyndebourne zusammen mit Carl Ebert als gleichberechtigtem Regisseur die dortigen Festspiele, die sie bis zum Beginn des Zweiten Weltkriegs durchführten. Weitere Exilstationen waren Buenos Aires, wo er am Teatro Colón wirkte und 1936 die argentinische Staatsangehörigkeit erwarb, Stockholm, ab 1934 in Kopenhagen beim 1925 gegründeten Dänischen Nationalen Symphonie Orchester (DR Symfoni Orkestret, dem Orchester des Dänischen Rundfunks), wo er zahlreiche Uraufführungen dirigierte, so 1936 die Uraufführung der Sinfonia Svastika von Louis Glass. Edinburgh und Zürich waren weitere Stationen. Busch gehörte zu den 18 Künstlern, die in der im Juni 1939 erstellten geheimen Materialsammlung des Reichssicherheitshauptamts Erfassung führender Männer der Systemzeit aufgeführt sind. 1940 flüchteten Busch und seine Frau Grete aus Europa nach Amerika. Dort hielten sie sich vorwiegend in Argentinien auf, aber 1941 und 1942 dirigierte Busch auch in New York. Von 1945 bis 1950 war Busch künstlerischer Leiter der Metropolitan Opera New York. Im Sommer 1950 dirigierte er zum ersten Mal wieder die Aufführungen des Glyndebourne-Festivals. Im Februar 1951 kehrte Busch nach Deutschland zurück, um in Köln die erste Opernproduktion des damaligen Nordwestdeutschen Rundfunks (NWDR) im neuen Sendesaal zu dirigieren: Verdis Maskenball. Seiner Berufung als Musikdirektor der Wiener Staatsoper kam sein Tod am 14. September 1951 zuvor. 
Busch war unter anderem mit Richard Strauss und weiteren namhaften Dirigenten wie Arturo Toscanini befreundet. Anlässlich seines 100. Geburtstages wurde er postum zum Ehrenmitglied der Staatskapelle Dresden ernannt. Erst 65 Jahre nach der Vertreibung aus seinem Amt als Dresdner Generalmusikdirektor durch die Nazis kam es am 22. September 1998 zur symbolischen Entschuldigung durch Giuseppe Sinopoli für diesen barbarischen Akt.
Fritz Busch war der Bruder des Geigers Adolf Busch, des Schauspielers Willi Busch, des Cellisten Hermann Busch sowie des Pianisten Heinrich Busch. Wie seine Brüder war auch er Mitglied der Internationalen Artisten-Loge. Zudem hatte er zwei Schwestern: Elisabeth (1894–1965), die zeitweise als Schauspielerin tätig war und Magdalene (1904–1922), die eine Ausbildung zur Balletttänzerin absolvierte. Sein Vater war der Geigenbauer Wilhelm Busch. Fritz Busch war seit 1911 mit Grete Boettcher (1886–1966) verheiratet, der Tochter des Publizisten und Reichstagsabgeordneten Friedrich Boettcher; sie hatten drei Kinder, darunter den Sohn Hans Busch, der auch als Regisseur tätig war.

## Fritz-Busch-Preis
Mit dem Fritz-Busch-Preis ehrt die Stiftung zur Förderung der Semperoper seit 1993 herausragende Künstler oder Ensembles, die der Sächsischen Staatsoper angehören oder angehörten. Die Ehrung erfolgt jährlich im Rahmen einer Gala – dem Preisträgerkonzert der Stiftung. Bisherige Preisträger waren unter anderen Peter Bruns (1993), Peter Damm (1995) und Eckart Haupt (1996).

## Werke
- Fritz Busch: Aus dem Leben eines Musikers. Rascher, Zürich 1949. Zuletzt als Fischer-Taschenbuch, Frankfurt/M. 2015, ISBN 978-3-596-30279-6
- Fritz Busch: Der Dirigent. Aus dem Nachlass herausgegeben von Grete Busch und Thomas Mayer. Atlantis-Verlag, Zürich 1961. Zuletzt als Fischer-Taschenbuch, Frankfurt/M. 2015, ISBN 978-3-596-30336-6

## Tonaufnahmen
- Steffen Lieberwirth (Hrsg.), Fritz Busch, Sämtliche Dresdner Aufnahmen 1923 bis 1932; Edition Staatskapelle Dresden, drei CDs, eine DVD

- Mozart: Così fan tutte, mit Ina Souez (Fiordiligi), Luise Helletsgruber (Dorabella), Irene Eisinger (Despina), Heddle Nash (Ferrando), Willi Domgraf-Fassbaender (Guglielmo), John Brownlee (Alfonso). Glyndebourne Festival Orchestra, Dirigent: Fritz Busch. Erste Gesamtaufnahme dieser Oper, 1935. Naxos 8.110280-81. (Remastered Version, 2004)
- Mozart: Don Giovanni, mit John Brownlee (Don Giovanni), Salvatore Baccaloni (Leporello), Ina Souez (Donna Anna), Koloman von Pataky (Don Ottavio), Luise Helletsgruber (Donna Elvira), Audrey Mildmay (Zerlina), Roy Henderson (Masetto), David Franklin (Commendatore). Glyndebourne Festival Orchestra, Dirigent: Fritz Busch. Erste Studio-Gesamtaufnahme dieser Oper, 1936. His Master’s Voice, später auch RCA Victor, Turnabout TV-4117-4119, reissued in 1989, Pearl GEMM CDS-9369 und Naxos 8.110135-37.
- Mozart: Le nozze di Figaro, mit Audrey Mildmay (Susanna), Aulikki Rautawaara (Contessa Almaviva), Luise Helletsgruber (Cherubino), Constance Willis (Marcellina), (unbekannt) Barbarina, Willi Domgraf-Fassbaender (Figaro), Roy Henderson (Conte Almaviva), Norman Allin (Bartolo), Heddle Nash (Don Basilio). Glyndebourne Festival Orchestra, Dirigent: Fritz Busch. 1934–35. Turnabout TV-4114-4116, reissued in 1981, Turnabout Historical Series THS 65081-83, in 1989, Pearl GEMM CDS-9375, und Naxos (2002) 8.110186-87.

## Siehe auch

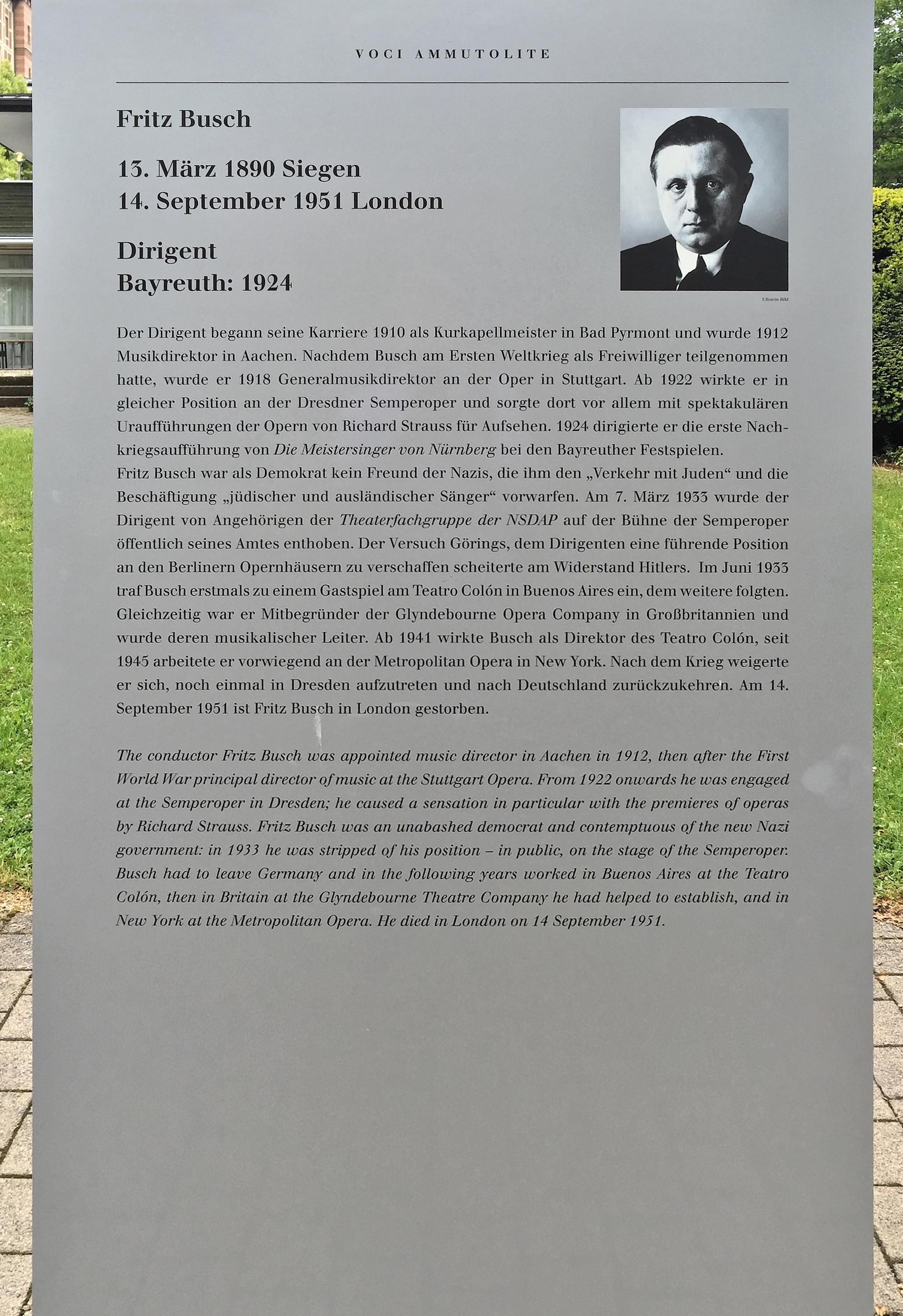
Gedenktafel für Fritz Busch in Bayreuth